# Vărzaru, Argeș
Vărzaru este un sat în comuna Merișani din județul Argeș, Muntenia, România.